# Ochenta's
Ochenta's es el segundo álbum de estudio de Soraya Arnelas. Fue publicado el 21 de noviembre de 2006 por Vale Music.

## El Disco
El disco Ochenta's es el segundo álbum de estudio de Soraya Arnelas, continuador del disco "Corazón de fuego".
El disco es una compilación de los mejores temas de los 80 que fueron éxitos en el Reino Unido y Estados Unidos. El sencillo de presentación es el tema Self Control, versión del hit de la artista estadounidense Laura Branigan, que a su vez era versión de la canción del cantante italiano Raf.

## Lista de canciones
| N.º   | Título                            | Duración |  |
| 1.    | «Self Control»                    | 3:57     |  |
| 2.    | «Call Me»                         | 3:53     |  |
| 3.    | «Don't Go»                        | 3:15     |  |
| 4.    | «High Energy»                     | 3:41     |  |
| 5.    | «Because The Night»               | 3:47     |  |
| 6.    | «Gonna Get Along Without You Now» | 4:30     |  |
| 7.    | «Don't you Want Me»               | 3:53     |  |
| 8.    | «Send Me An Angel»                | 3:53     |  |
| 9.    | «Face To Face»                    | 3:19     |  |
| 10.   | «Just Can't Get Enough»           | 3:41     |  |
| 11.   | «Tarzan Boy»                      | 3:27     |  |
| 38:36 |                                   |          |  |

## Listas

### Semanales
| País   | Ranking         | Primera semana | Posición de ingreso | Mejor posición | Semanas en la mejor posición | Semanas en el ranking | Última semana |
| ------ | --------------- | -------------- | ------------------- | -------------- | ---------------------------- | --------------------- | ------------- |
| Europa |                 |                |                     |                |                              |                       |               |
| España | Top 100 álbumes | 26/11/2006     | 34                  | 5              | 1                            | 50                    | 02/03/2008    |

### Anuales
2007
| País   | Ranking       | Posición |
| ------ | ------------- | -------- |
| Europa |               |          |
| España | Top 50 Albums | 26       |

### Certificaciones
| País   | Proveedor  | Año  | Certificación |
| Europa |            |      |               |
| España | Promusicae | 2007 | Platino       |